# كوتس لاند
كوتس لاند
Coats Land

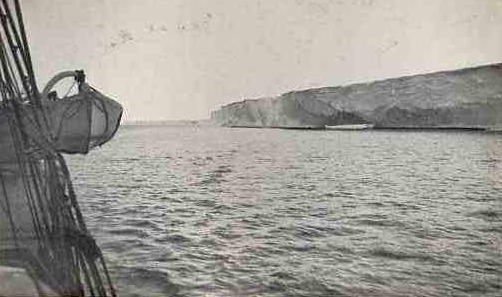
حافة الجليد على ساحل كوتس لاند كما صورته بعثة شاكلتون في عام 1915.

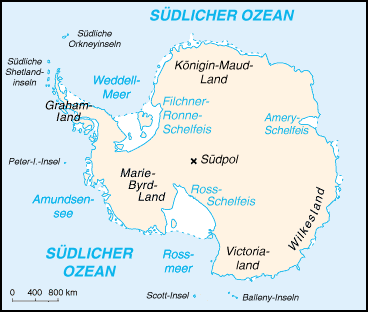
تقسيمات القارة القطبية الجنوبية, يوجد بحر ودل في الجزء الشمالي الغربي

منطقة في القارة القطبية الجنوبية وتقع غرب ما يسمى كوين مود لاند وتشكل الساحل الشرقي لبحر ودل. وتمتد كوتس لاند بين الشمال الشرقي والجنوب الغربي في المنطقة بين خطي طول 20º00´غرب و 36º00´غرب.
قام «وليام بروس» باكتشاف الشمال الشرقي لتلك المنطقة من «سكوتيا»، وكان قائدا «لبعثة اسكتلندا الوطنية إلى القطب الجنوبي» بين العامين 1902 - 1904 . وقد اختار تسمية كوتس لاند تكريما لـ «سير جيمس كوتس» أحد اثنين ممن قدموا الدعم المالي لتلك البعثة. 

## اقرأ أيضا
- سفينة بحوث بولارشتيرن
- سفينة بحوث (زونه)
- منطقة تصدع كليبرتون
- درنة بولارشتيرن
- استعمار أنتاركتكا
- أنتاركتكا
- بحر ودل